# Özge Kırdar Kinasts

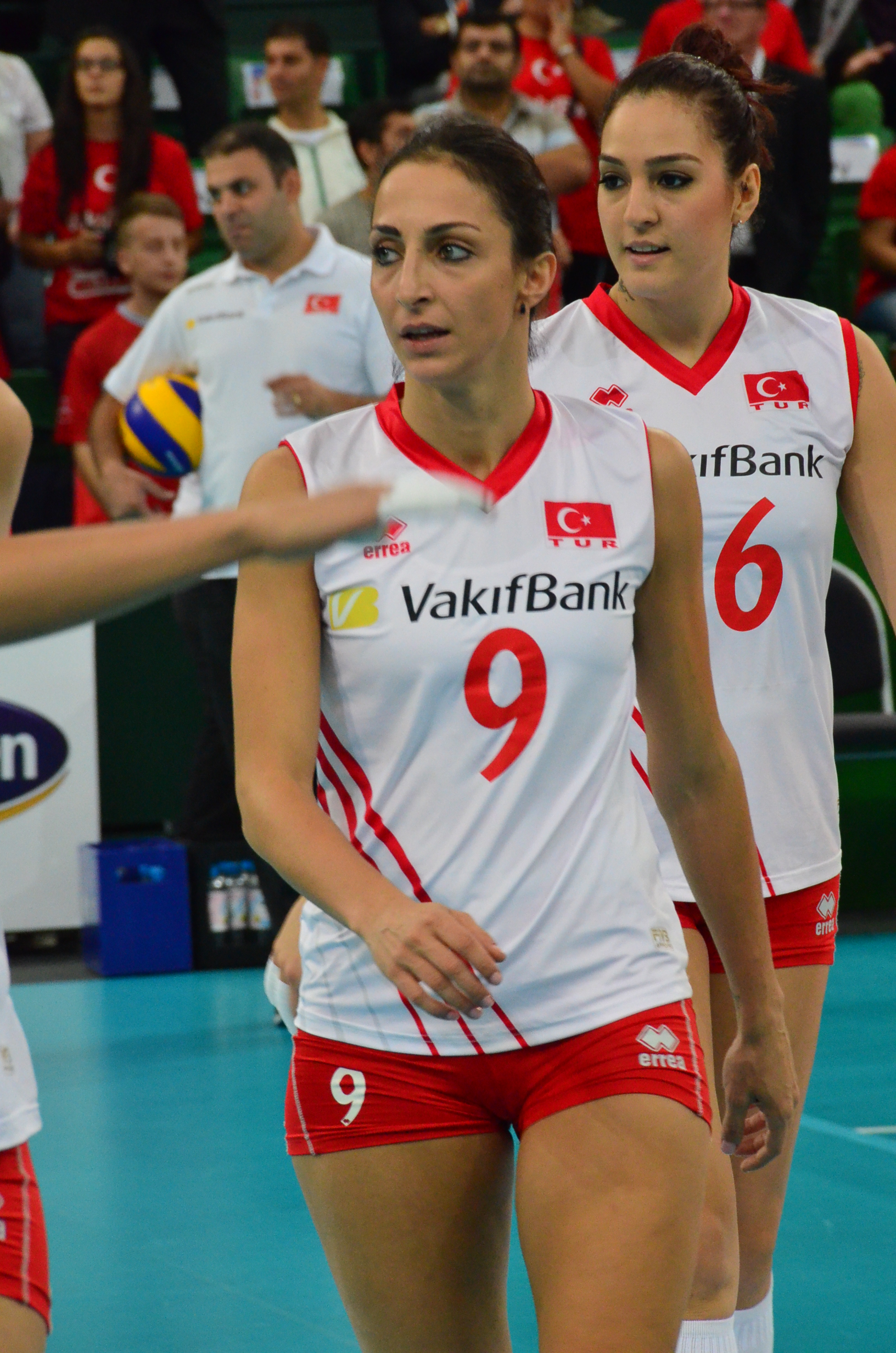
Özge Kırdar reprezentantką Turcji w 2013 roku

Özge Kırdar Kinasts (ur. 26 czerwca 1985 w Kütahya) – turecka siatkarka, reprezentantka Turcji, grająca na pozycji rozgrywającej.
Jej siostrą bliźniaczką jest siatkarka Gözde Kırdar Bracceschi.

## Kariera klubowa
| Lata      | Klub                                    |
| 2005–2006 | Yeşilyurt Stambuł                       |
| 2006–2007 | Fenerbahçe Stambuł                      |
| 2007–2008 | Ereğli Belediyespor                     |
| 2008–2012 | VakıfBank Güneş Sigorta Türk Telekom SK |
| 2012–2013 | Eczacıbaşı VitrA Stambuł                |
| 2013–2015 | Tauron MKS Dąbrowa Górnicza             |
| 2015–2016 | Lokomotiv Baku                          |
| 2016–2017 | Bursa Büyükşehir Belediyesi             |
| 2018–2020 | THY Stambuł                             |
| 2023–     | Sporting CP                             |

## Sukcesy klubowe
Liga turecka:
- 2007, 2009, 2010, 2011, 2012, 2013

Liga Mistrzyń:
- 2011

Klubowe Mistrzostwa Świata:
- 2011

Superpuchar Turcji:
- 2012

Superpuchar Polski:
- 2013

Liga azerska:
- 2016

Puchar Challenge:
- 2017

## Sukcesy reprezentacyjne
Igrzyska Śródziemnomorskie:
- 2009, 2013

Liga Europejska:
- 2011

Mistrzostwa Europy:
- 2011

Grand Prix:
- 2012

## Nagrody indywidualne
- 2011 - Najlepsza rozgrywająca turnieju finałowego Ligi Mistrzyń
- 2011 - Najlepsza serwująca finału ligi tureckiej w sezonie 2010/2011
- 2017 - MVP finału Pucharu Challenge